# داویدوویتسا
داویدوویتسا (به صربی: Davidovica) یک منطقهٔ مسکونی در صربستان است که در ناحیه موراویتسا واقع شده‌است. داویدوویتسا ۹۱ نفر جمعیت دارد.